# Hertog

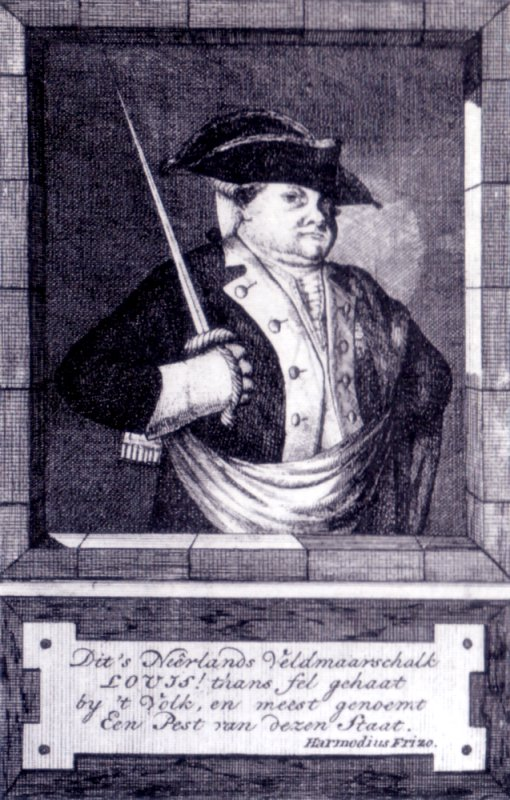
Spotprent op Lodewijk Ernst van Brunswijk-Lüneburg-Bevern, hertog van Brunswijk-Wolfenbüttel

Hertog, vrouwelijk hertogin, is een hoge adellijke titel, maar kan soms ook een (lagere) vorstelijke titel zijn, maar niet noodzakelijk met groot territoriaal belang.

## Geschiedenis
Oorspronkelijk was een hertog (Lat. dux) een Germaanse legeraanvoerder (het woord komt van heir (modern Nederlands: heer), Oudgermaans harja = 'leger' + tugan = 'trekken', modern Nederlands: tijgen) die (tijdelijk) werd aangeduid om de koninklijke heerban aan te voeren. Ook in de Frankische tijd komen we deze titel tegen. Een hertog is van dan af de militaire bestuurder, die als taak heeft de beveiliging en de integriteit van een bepaald gebied te verzorgen. Geleidelijk aan werden deze territoriale hertogdommen een ambtsleen (beneficium), waarbij koninklijke hoedanigheden werden gedelegeerd aan de titeldrager. Vanaf de 10e eeuw begint de titel erfelijkheidskenmerken te vertonen, onder meer doordat het ambt vaak binnen één stamgeslacht verankerd bleef. Het eindbeslissingsrecht bij de toekenning berustte steeds bij de Duitse koning.
Vanaf de 16e eeuw werd de titel hertog ten persoonlijke titel ook gegund aan veldheren en hoge dignitarissen. Hoewel de titel steeds gekoppeld was aan een geheel van heerlijkheden en grondbezit, was hij toen al ontdaan van vrijwel alle territoriale en juridische gezag. De traditioneel gezaghebbende hertogtitels (Brabant, Luxemburg, Gelre, ...) bleven in het Habsburgse rijk bovendien aan de kroon.
Sommige hertogdommen zijn later verheven tot koninkrijken (bijvoorbeeld koninkrijk Pruisen, koninkrijk Saksen en koninkrijk Beieren).

## Hertogdommen in Europa
- België

In België wordt de troonopvolger zo het de koning behaagt de dynastieke titel van hertog van Brabant toegewezen. De titel wordt ook nog gevoerd in een zestal hertogelijke huizen: zie Belgische adel.
- Verenigd Koninkrijk

In het Verenigd Koninkrijk hebben de graafschappen een omvang vergelijkbaar met de continentale hertogdommen. De titel van hertog (Duke) bestaat er nochtans, en heeft nog steeds veel aanzien. Bekende bestaande erfelijke hertogdommen zijn die van Argyll, Wellington, Westminster, Marlborough en Montrose. Daarnaast voert het huis Windsor een aantal dynastieke titels zoals hertog van Cambridge en hertog van York.
- Frankrijk

Frankrijk telt een groot aantal hertogelijke families. De hertogen hebben voorrang op de, oorspronkelijk niet Franse, titel van de prinsen. Tijdens de Franse Revolutie werden vele hertogelijke families verdreven uit hun kastelen en verschillende hertogen werden vermoord.
- Groothertogdom Luxemburg

Luxemburg is nog steeds een groothertogdom.
- Nederland

Na afscheiding van België komt de hertogtitel in de Nederlandse adel niet meer voor. Uitzondering is echter de titel "hertog van Limburg", die het staatshoofd tot 1948 nog voerde. Zie ook hertogdom Limburg (1839-1866).
- Spanje

In Spanje zijn er verschillende oude hertogelijke huizen, zie: Spaanse Grandeza.

## Rangkroon in België en Nederland

Rangkroon van een hertog

Bij besluit van koning Willem I der Nederlanden in 1817 werd de rangkroon die hertogen boven hun familiewapen mochten plaatsen, beschreven als een muts van scharlaken fluweel, met een gouden bol op de top, waaruit een vlam van hetzelfde metaal oprijst. Deze muts rust op een gouden ring met edelstenen, die twee parels op gouden punten en drie bladeren of zogenaamde fleurons draagt. In Nederland en België zijn wapens met daarboven een dergelijke kroon dus te herkennen als die van een hertog. Adellijke prinsen bedienen zich verder van eenzelfde kroon als de hertogen, doch de ring heeft vijf bladeren en geen parels.